# Batalha de Pollentia
A Batalha de Pollentia foi travada em 6 de abril de 402 entre os romanos sob o comando de Estilicão e os visigodos sob Alarico I, durante a primeira invasão gótica da Itália (401–403). Os romanos foram vitoriosos e forçaram Alarico a recuar, embora ele tenha se reunido para lutar novamente no ano seguinte na Batalha de Verona, onde foi novamente derrotado. Depois disso, Alarico retirou-se da Itália, deixando a província em paz até sua segunda invasão em 409, após a morte de Estilicão.